# RAPP
RAPP (Russische Proletarische Arbeiders Associatie, Russisch: РАПП; Российская ассоциация пролетарских писателей) was een officiële Sovjet-Russische schrijversvereniging, van 1925 tot 1932.

## Gedachtegoed

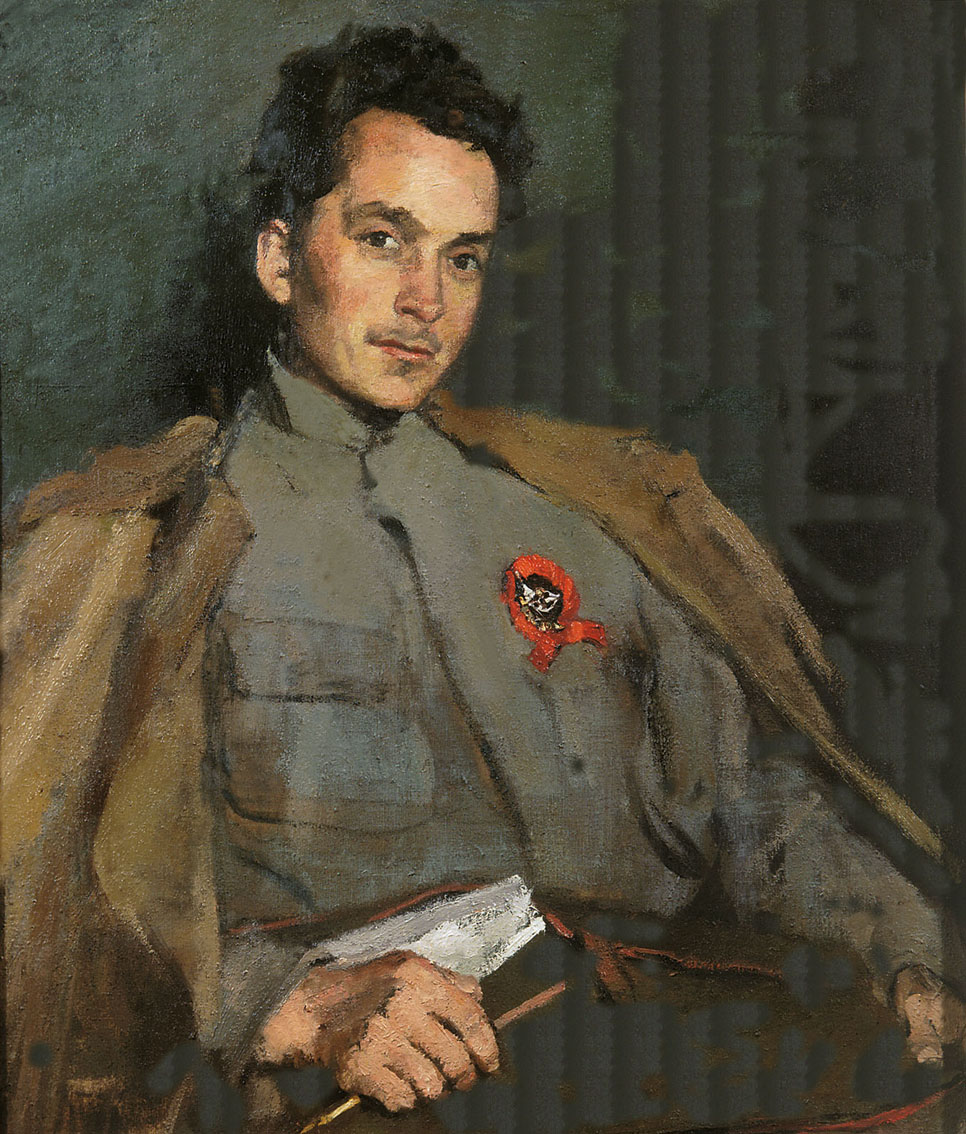
Vladimir Foermanov, RAPP-schrijver, door Sergej Maljoetin.

RAPP stelde zich ten doel de Russische literatuur te ‘zuiveren’ in de naam van de communistische partij, met als belangrijke vertegenwoordigers de fanatieke Leopold Averbach, Dmitri Foermanov, Vladimir Kirsjon en Aleksandr Fadejev. Ze zagen de ‘sociale opdracht’ als een direct bevel voor de schrijver. Zo vonden ze dat schrijvers eigenlijk verplicht kolchozen en bouwwerken moesten bezoeken en schrijven moesten over vijfjarenplannen, stootarbeiders enzovoort. RAPP ging genadeloos te keer tegen andere literaire verenigingen, zoals LEF, Pereval, OBERIU, maar vooral ook tegen zogenoemde ‘meelopers’ (feitelijk: schrijvers die niet echt stelling kozen). Ze moedigden actief censuur aan op ideologische gronden. Tot haar doelwitten behoorden zowel pro- als contrarevolutionaire schrijvers, zoals Jevgeni Zamjatin, Boris Pilnjak, Michail Boelgakov, Maksim Gorki, Aleksej Tolstoj, en Vladimir Majakovski, welke laatste zich in 1930 (kort voor zijn zelfmoord) ironisch genoeg en tot weerzin van veel van zijn vrienden zelf bij de RAPP aansloot.

## Einde van de associatie
In april 1932 ging de RAPP, samen met restanten van andere creatieve verenigingen zoals de Proletkoelt, de VAPP (ook een proletarische schrijversbond) en de RAPM (proletarische vereniging voor musici) over in de nieuw opgerichte Bond van Sovjetschrijvers, die op den duur diverse van hun eisen overnam. Literair gezien hebben de werken van de meeste RAPP-schrijvers de tand des tijds echter nauwelijks doorstaan.